# Francine Everett
Francine Everett (nacida como Franciene Williamson; 13 de abril de 1915 – 27 de mayo de 1999) fue una actriz y cantante estadounidense.
Everett es conocida sobre todo por sus interpretaciones en películas raciales, películas de producción independiente con reparto exclusivamente negro que se crearon exclusivamente para su distribución en cines destinados al público afroamericano.

## Primeros años
Nació en Louisburg, Carolina del Norte, en 1915, y su padre Noah era sastre. Se casó con Booker Everett en 1933, cuando tenía 18 años.[cita requerida] Este matrimonio se disolvió, y más tarde se casó con el actor Rex Ingram. Se divorciaron tres años después, en 1939. Estudió y actuó en el Federal Theater de Harlem, patrocinado por la Works Progress Administration.

## Carrera
Entre los papeles protagonistas de Everett figuran las películas Paradise in Harlem (1939), Keep Punching (1939), coprotagonizada por Canada Lee y Dooley Wilson, Big Timers (1945), coprotagonizada por Moms Mabley y Stepin Fetchit, Tall, Tan and Terrific (1946), con Mantan Moreland y Dots Johnson, y Dirty Gertie from Harlem U.S.A. (1946), dirigida por Spencer Williams.
Everett apareció como cantante en más de 50 cortometrajes musicales producidos en la década de 1940, entre los que destaca Ebony Parade (1947), coprotagonizado por Dorothy Dandridge, Cab Calloway y la banda de Count Basie. También trabajó como modelo en anuncios impresos de ropa y cosméticos.

### Hollywood
La relación de Everett con Hollywood fue breve y superficial. Llegó por primera vez a Hollywood a mediados de la década de 1930 con su esposo Rex Ingram, pero se negó a aceptar papeles estereotipados racialmente degradantes. Tras protagonizar Dirty Gertie from Harlem U.S.A., tuvo pequeños papeles en dos películas de Hollywood: Lost Boundaries (1949) y la primera película de Sidney Poitier, No Way Out (1950).
En el apogeo de su carrera, Everett fue apodada "la mujer más bella de Harlem" por el columnista Billy Rowe en The Amsterdam News, un periódico de propiedad negra de la ciudad de Nueva York. Al recordar su carrera, el cineasta William Greaves comentó: "Habría sido una superestrella en Hollywood de no ser por el clima de apartheid en Estados Unidos y en la industria cinematográfica de la época".

## Años posteriores

### Retiro
Tras retirarse de la industria del entretenimiento, Everett aceptó un trabajo administrativo en el Harlem Hospital de Nueva York. Se jubiló de su trabajo en el hospital en 1985, y en sus últimos años habló sobre las películas sobre la raza en seminarios patrocinados por la International Agency for Minority Artist Affairs.

## Muerte
Everett falleció en una residencia de ancianos de El Bronx, Nueva York, a los 84 años, el 27 de mayo de 1999.